# King City, Oregon
King City là một thành phố trong Quận Washington, Oregon, Hoa Kỳ. Dân số theo điều tra dân số năm 2000 là 1.949. Ước tính về dân số năm 2006 là 2.350 người.

## Lịch sử
Xây dựng với mục đích ban đầu là một cộng đồng dành cho người cao niên. King City được hợp nhất thành thành phố vào tháng 3 năm 1966. Các quy định pháp lý của thành phố là cấm trẻ vị thành niên sống trong địa giới của thành phố trong một thời gian lâu dài, chỉ được sống ngắn hạn mà thôi. Điều này khiến cho thành phố càng ngày càng bị chỉ trích.
Vì có vấn đề gây tranh cãi liên quan đến việc thành phố Tigard muốn sáp nhập vùng Bull Mountain nằm ngay ở phía bắc của King City, một lời đề nghị đã được đưa ra khuyến khích King City sáp nhập khu vực này thay vì Tigard. Vì dân số và diện tích của Bull Mountain khá lớn (khoảng 5.600 cử tri có đăng ký đi bầu) so với King City, điều này sẽ khiến cho King City thay đổi khá lớn.

## Địa lý
King City nằm ở vị trí 45°24′4″B 122°48′11″T / 45,40111°B 122,80306°TĐã đưa tham số không hợp lệ vào hàm {{#coordinates:}} (45.400990, -122.803160).1
Theo Cục điều tra dân số Hoa Kỳ, thành phố có tổng diện tích 0,4 dặm vuông Anh (1,1 km²), tất cả đều là mặt đất.